# Kurt Schwippert
Kurt Schwippert (* 18. Juli 1903 in Solingen; † 7. Mai 1983 in Mayen) war ein deutscher Bildhauer und Hochschullehrer.

## Leben

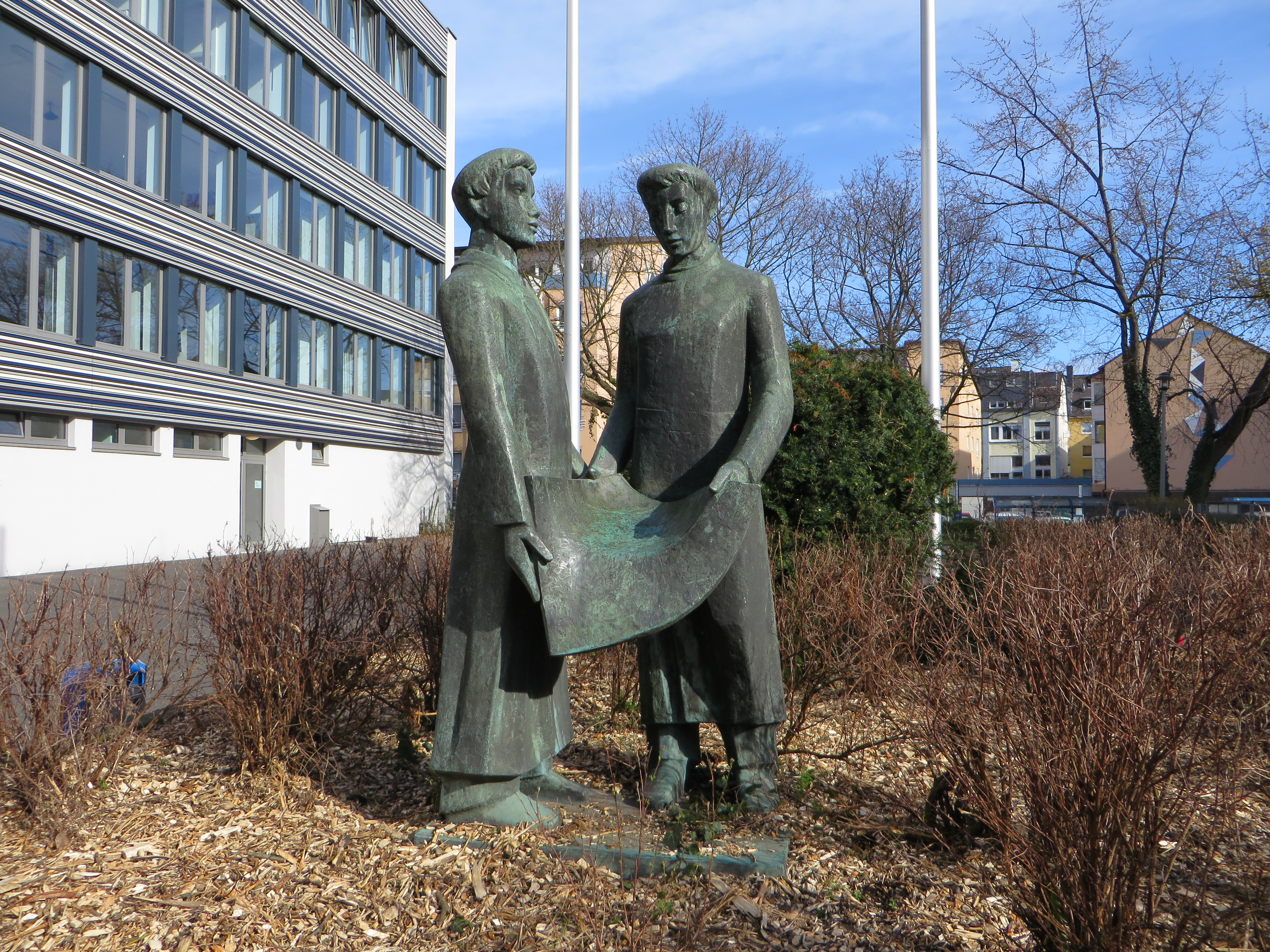
Skulptur „Lehrer und Schüler“ von Kurt Schwippert in Hagen

Der vier Jahre jüngere Bruder des Architekten Hans Schwippert studierte von 1921 bis 1927 an der Werkkunstschule in Essen und den Kunstakademien Stuttgart und Düsseldorf mit einem Schwerpunkt auf Plastiken aus Stein, Holz und Ton.
Danach war er als freiberuflicher Bildhauer in Düsseldorf und (seit 1930) in seinem Atelier in Hünerbach in der Eifel tätig. In der Zeit des Nationalsozialismus wurde eines seiner Werke in Duisburger Museumsbesitz als „entartet“ beschlagnahmt, seine Ehrenmale in Brüggen (Niederrhein) und auf dem Duisburger Waldfriedhof beseitigt. Zugleich erhielt er ein Staatsstipendium des Preußischen Kultusministeriums und sogar staatliche Aufträge beispielsweise für 75 Soldatenreliefs an der Kaserne auf dem Petrisberg in Trier.
Von 1949 bis 1956 war Schwippert Dozent an der Werkkunstschule Münster und von 1957 bis 1962 an der Werkkunstschule Wuppertal, die später in der heutigen Bergischen Universität Wuppertal aufging.
Sein umfangreiches plastisches Œuvre befindet sich über zahlreiche öffentliche Institutionen des Landes verstreut, sowohl als Museumsbesitz wie auch als Kunst am Bau integriert. Die Anerkennung seines Werks und Wirkens fand in vielen Ehrungen wie beispielsweise dem Cornelius-Preis der Stadt Düsseldorf, dem Karl Ernst Osthaus-Preis der Stadt Hagen oder der Max-Slevogt-Medaille ihren Niederschlag.
1963 wurde er zum Professor für Bildhauerei und Bauplastik an die Kölner Werkschulen berufen und lehrte dort fünf Jahre bis zu seiner Emeritierung. Er starb 1983 in Hünerbach.
Sein Werk blieb fast durchgehend figürlich. Häufig gestaltete er christliche Themen für kirchliche Aufträge. Typisch für sein Werk sind stehende Einzelfiguren, außerdem schuf er Torsi, Portraitköpfe und Reliefs.

## Ehrungen
- 1949: Karl-Ernst-Osthaus-Preis der Stadt Hagen
- 1952: Cornelius-Preis der Stadt Düsseldorf
- 1977: Kaiser-Lothar-Preis der Stadt Prüm
- 1978: Max-Slevogt-Medaille des Landes Rheinland-Pfalz
- 1980: Verdienstkreuz 1. Klasse der Bundesrepublik Deutschland
- 1982: Kunstpreis des Landes Rheinland-Pfalz

## Werke (Auswahl)
- 1929: Denkmal für den Flugpionier Paul Bäumer im Stadtpark Meiderich
- 1930: Gefallenen-Ehrenmal in Düsseldorf-Kalkum
- um 1962: Hängekreuz über dem Altar der Kirche Heilige Familie (Düsseldorf-Stockum)
- um 1963: Elfenbein-Korpus des Altarkreuzes der St. Hedwigs-Kathedrale in Berlin
- 1983: Göttin Gea (Steinguss-Skulptur) auf dem Parkfriedhof in Solingen-Gräfrath